# Populares por la Constitución del Centro
Populares por la Constitución del Centro (Populares per la Costituente di Centro) es un partido político italiano democristiano liderado por Ciriaco De Mita. 
De Mita, exlíder de Democracia Cristiana y luego destacado miembro del Partido Popular Italiano, se había unido al Partido Democrático (PD) a través de DL en 2007. Sin embargo, a principios de 2008 salió del PD por desacuerdos con Walter Veltroni, y concurrió a las elecciones generales de 2008 como candidato a la Unión del Centro (UdC) para el Senado. No consiguió ser elegido en esa ocasión, pero fue elegido eurodiputado en las elecciones al Parlamento Europeo de 2009 por la UdC. En 2009 se integró en él Populares Democráticos, una escisión de Populares UDEUR.
Los Populares-Margarita, es uno de los miembros constituyentes principales de la Unión del Centro, junto con la Unión de los Demócratas Cristianos y de Centro (UDC) y la Rosa Blanca.
- Datos: Q1654134